# Anna Åkerhielm

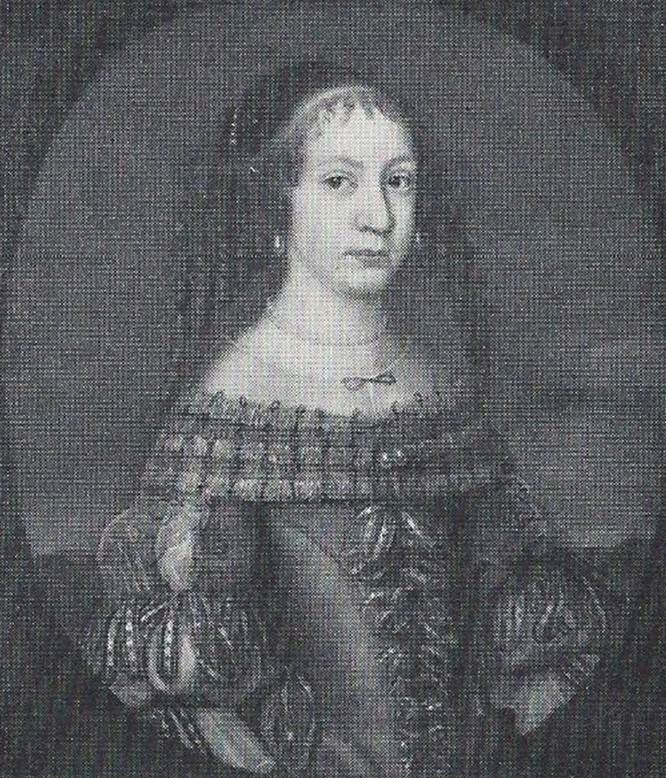
Anna Agriconia

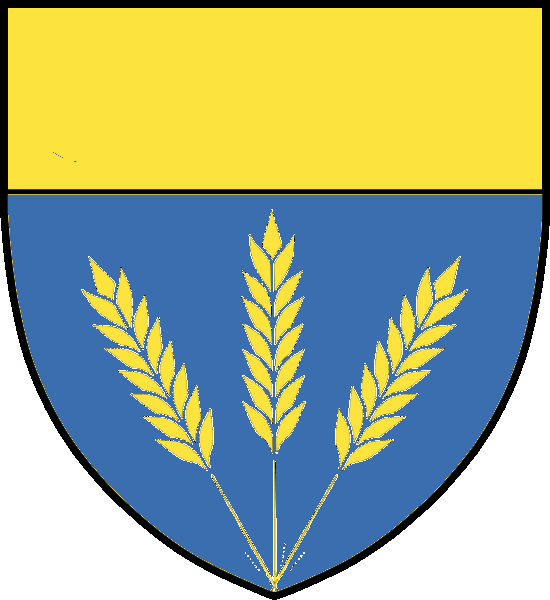
Wappen der Akerhielm

Anna Åkerhielm (auch Anna Åkerhjelm, geborene Anna Agriconia; geboren am 18. März 1642 in Nyköping; gestorben am 11. Februar 1698 in Stade) war eine schwedische Hofdame, Reisende und Tagebuchschreiberin.

## Leben
Anna Åkerhielm wurde als Tochter des Lehrers und Priesters Magnus Jonae Agriconius (1604–1655) und der Sofia Kempe (1604–1658) unter dem Namen Anna Agriconia geboren. Aus der Ehe gingen wenigstens vier Kinder hervor, die Mutter hatte zudem drei Kinder aus einer ersten Ehe in die Familie mit eingebracht. Anna – wegen ihres Vaters Namen auch Anna Månsdotter („Anna, des Magnus Tochter“) genannt – erhielt ihre erste Ausbildung unter der Leitung des Vaters. Mit 16 Jahren wurde sie Waise, gleichwohl unterstützten die drei jüngeren Geschwister die Ausbildung des älteren Bruders Samuel Månsson Agriconius (1639–1702), der an der Universität Uppsala studierte. Samuel förderte im Gegenzug die Talente Annas, die sich dank seiner Bemühungen zu einer exzellenten Latinistin entwickelte und auf dieser Grundlage sich weitere moderne Sprachen selbst aneignete.
Im Jahr 1671 trat Samuel als Sekretär in den Dienst des schwedischen Reichskanzlers Magnus Gabriel De la Gardie. Seiner Schwester Anna verschaffte er die Stelle einer Hofjungfrau der Gemahlin des Reichskanzlers, Marie Euphrosine. Im Jahr 1682 wurde sie Kammerfrau von Catharina Charlotta De la Gardie, der Tochter Marie Euphrosines, die in diesem Jahr den späteren venezianischen Generalissimus und Kriegshelden Otto Wilhelm Graf von Königsmarck heiratete. Zwischen den Frauen entwickelte sich ein inniges Verhältnis und Anna blieb an der Seite von Catharina Charlotta bis zu deren Tod im Jahr 1697.
Im Jahr 1684 trat von Königsmarck im Rahmen des Großen Türkenkriegs als Vertreter der Heiligen Liga in die Dienste der Republik Venedig. Seine Frau und Anna Agriconia begleiteten ihn mitsamt einem Großteil seines Hausstaates. Die Reise führte über Venedig in die Morea und nach Athen. Anna führte ab 1686 Tagebuch während der Reisen und schrieb Briefe an ihren Bruder Samuel über den Krieg, die Schiffsreisen und die Umstände, unter denen sie lebten. Ihre Aufzeichnungen zählen zu den ältesten Zeugnissen moderner Kriegsberichterstattung. Auch fand die Gruppe Zeit, sich mit den antiken Hinterlassenschaften Griechenlands zu beschäftigen. Im Jahr 1687 war sie Augenzeugin der Zerstörung des Parthenon, als der venezianische Beschuss das im Tempel befindliche Pulvermagazin der Osmanen traf. In einem Brief vom 18. Oktober des Jahres, wenige Tage nach dem Ereignis, berichtete sie darüber ihrem Bruder und äußerte ihr Bedauern, dass dieser „Tempel der Minerva“, der für 3000 Jahre bestand gehabt habe, nie wieder errichtet werden könne. Ein von ihr in den Ruinen gefundenes arabisches Manuskript vermachte ihr Bruder später der Universitätsbibliothek von Uppsala.
Im Jahr 1688 starb Otto Wilhelm Graf von Königsmarck in Griechenland an der Pest und Anna Agriconia kehrte zusammen mit Catharina Charlotta nach Deutschland zurück, wo sie sich auf dem Besitz von Königsmarcks in Stade niederließen. Nach Schweden kehrten sie noch einmal im Jahr 1691 zurück. Hier wurde Anna Agriconia, deren Bildung man mit hoher Wertschätzung begegnete, aufgrund ihrer eigenen Leistungen nobilitiert – eine Frauen selten verliehene Auszeichnung – und trug von nun an wie ihr bereits 1679 geadelter Bruder den Namen Åkerhielm. Im Jahr 1691 enden ihre Tagebuchaufzeichnungen. Sie kehrte nach Stade zurück, wo 1697 Catharina Charlotta starb. Im Jahr darauf starb auch Anna Åkerhielm. Auszüge ihres Tagebuchs und ihrer Briefe, die zu den ersten schwedischen Reiseberichten zählen, wurden bereits 1759 abgedruckt.

## Schriften
- Briefe und Tagebuchauszüge teilweise abgedruckt in Carl Christoffer Gjörwell: Det Swenska Biblioteket. Band 3. Carl Gottlieb Ulf, Stockholm 1759, S. 25–66 (Digitalisat).